# Rekonstruktiv kirurgi
Rekonstruktiv kirurgi (återställningskirurgi) är kirurgi som syftar till att återställa förlorade eller skadade kroppsdelar eller vävnader, eller åtgärda medfödda missbildningar. Det kan utföras av den offentliga vården utifrån en vårdplan och bekostas då av landstinget till skillnad mot estetisk plastikkirurgi.
En typ av rekonstruktiv kirurgi är bröstrekonstruktion där kirurgen återställer bröst som genomgått mastektomi, framför allt på grund av bröstcancer. Även efter förlossningar med svåra bristningar kan bäckenbotten behöva rekonstrueras för att undvika analinkontinens och andra skador.